# Gili, gili
Gili Gili är det femte albumet av Jelena Karleuša från 1999.

## Låtlista
1. Oro osmoro
2. Benznadežan slućaj
3. Naša žena
4. Zamena za ljubav
5. Trauma
6. Gili,gili
7. Lepa mlada
8. Sve joj moje daj